# Louis Alvergnat
Louis Alvergnat, né à Saint-Étienne le 22 septembre 1914 et mort à Paris 15e le 5 mars 1976, était un homme politique  et dirigeant associatif français.

## Biographie
Louis Alvergnat mobilisé en aout 1939, a été fait prisonnier à Lille, il s'évade le 16 juillet 1940, rejoint Paris puis Saint-Étienne. À partir de novembre 1937, Il fut secrétaire national permanent de la Jeunesse ouvrière chrétienne (JOC). Il se marie en aout 1940 avec Lucie Suize, responsable JOCF de la Haute Savoie et s'installe à Sainte Foy les Lyon, lieu de repli du secrétariat National JOC et LOC pendant la guerre. Il fut secrétaire général du Mouvement populaire des familles (MPF) de 1942 à 1950. Durant la Seconde Guerre mondiale, il est membre de la résistance intérieure française  dans les réseaux Jean Moulin. il milite de 1941 à 1944,  sous l'occupation allemande dans les équipes de Témoignage Chrétien à Lyon, avec Lucie son épouse. Il risque l'arrestation par les allemands plusieurs fois  particulièrement lorsque Francis Chirat et Gilbert Dru furent arrêtés et fusillés. En 1950 le MPF,  lors de son congrès de Nancy, devient  le MLP dont il est le cofondateur du MLP il en fut également secrétaire général. Il rédige "les options fondamentales du MLP en 1954", texte adopté par le 18e congrès du MLP. Il participe activement à la création de l'UGS (l'union de la Gauche Socialiste ) en 1957 dont il est membre du comite directeur, mouvement politique qui fusionna ensuite avec le PSA (Parti Socialiste Autonome) pour devenir le PSU (Parti socialiste unifié).
Parallèlement à son action politique, il continue une action Syndicale familiale et devient le président de la Confédération nationale des associations familiales ouvrières (CNAFO) de 1945 à 1959 puis secrétaire général de la Confédération syndicale des familles (CSF) de 1959 à 1975. Il sera un artisan actif de la réforme de l'UNAF (Union Nationale des Associations Familiales) dont il devient Vice-Président, qui permettra la réforme légale de cette institution par un vote au parlement. 
Il fut membre du Conseil économique et social de 1970 jusqu'à la date de son décès en mars 1976.
En 1974, il est élevé au grade de chevalier de la Légion d'honneur. Un square lui est dédié ainsi qu'a son épouse par la ville de Saint-Étienne à proximité de la rue de la Montat où il résida avec sa famille (dont sa fille, Cécile Alvergnat).

## Sources
- Guichard Jean, Viot Marcel, Alvergnat Lucie, Louis Alvergnat : une figure du mouvement ouvrier, Ed. Garibaldi, 1989
- Lindenberg Daniel, Les « années tournantes » des intellectuels catholiques. In: Mil neuf cent, no 13, 1995. Les intellectuels catholiques. p. 103-112.
- CAHIERS INTERNATIONAUX - no 064 (1955): "le MLP et l'action commune par L.Alvergnat"
- UNAF, Bulletin de Liaison no 268, mars 1976
- "Entretien avec Claude Meillassoux" CARRÉ ROUGE no 14 / Mai 2000 / 57

Les cahiers du GRMF numero 2 et 9